# رنزو سيزانا
رنزو سيزانا هو ملحن وممثل إيطالي وأمريكي (وحمل سابقاً جنسية مملكة إيطاليا)، ولد في 30 أكتوبر 1907 بروما في إيطاليا، وتوفي في 8 نوفمبر 1970 بهوليوود في الولايات المتحدة بسبب سرطان.

## وصلات خارجية
- رنزو سيزانا على موقع IMDb (الإنجليزية)
- رنزو سيزانا على موقع ميوزك برينز (الإنجليزية)
- رنزو سيزانا على موقع ديسكوغز (الإنجليزية)
- رنزو سيزانا على موقع قاعدة بيانات الفيلم (الإنجليزية)